# Bhawana Kanth

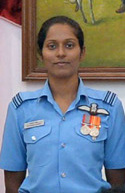
Bhawana Kanth (2020)

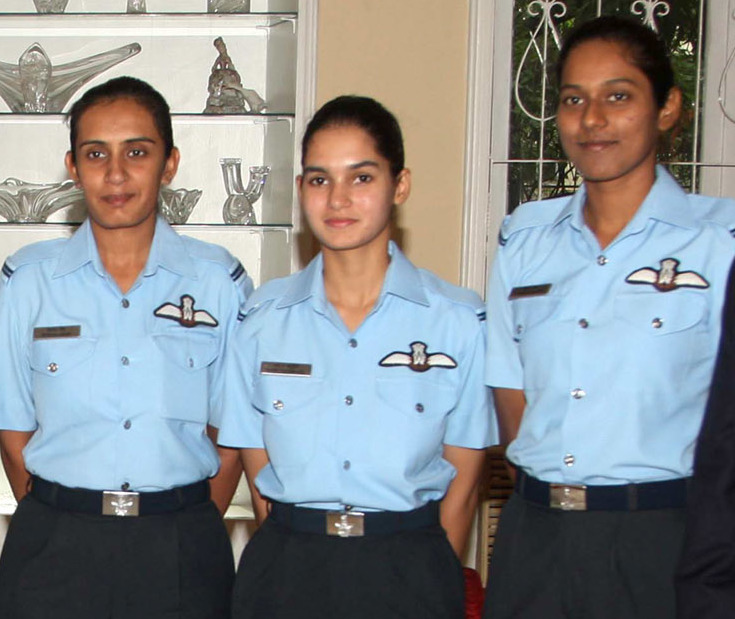
Mohana Singh, Avani Chaturvedi, Bhawana Kanth (l-r)

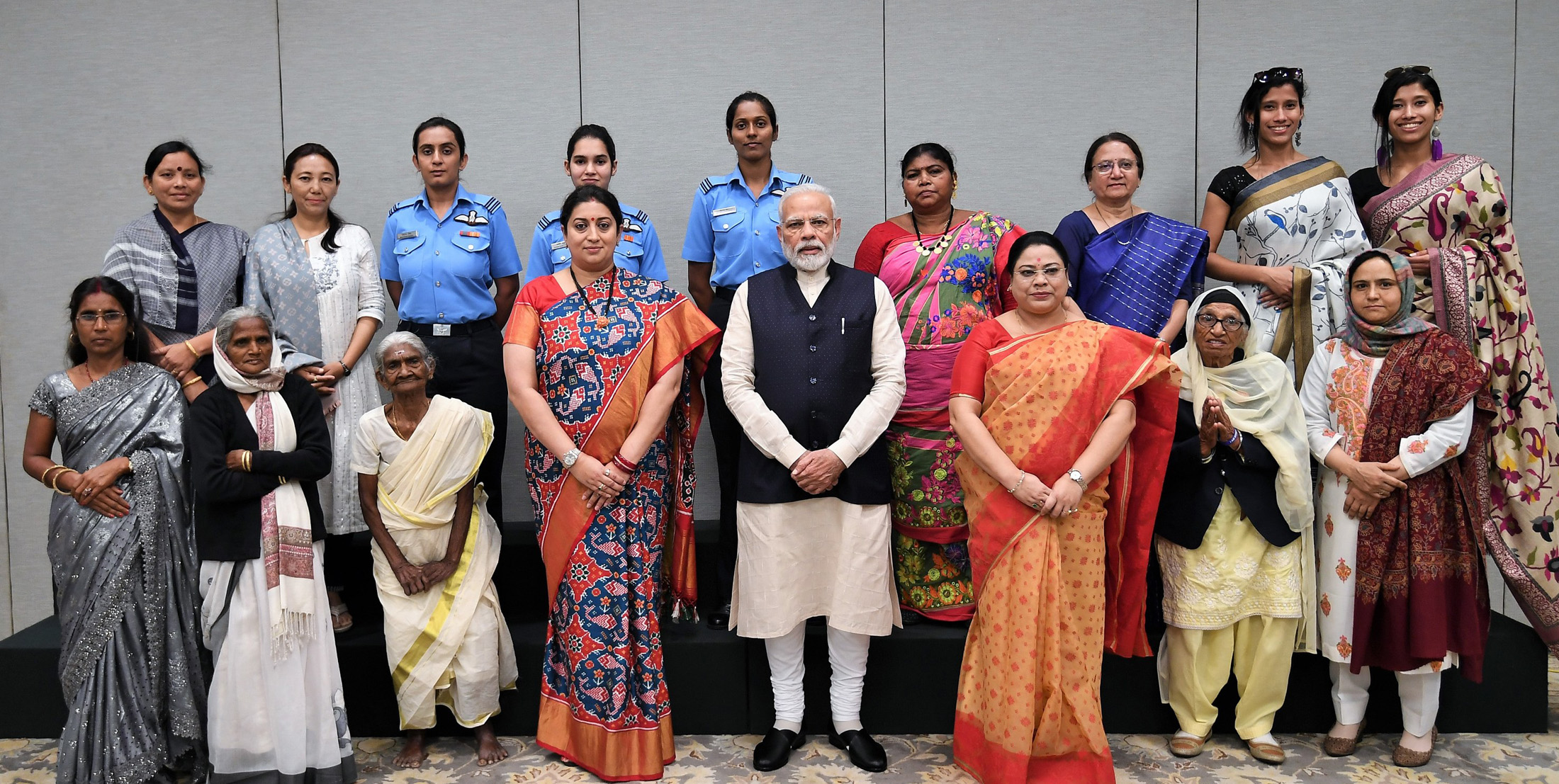
Premierminister Narendra Modi mit den Preisträgerinnen des Nari Shakti Puraskar in Neu-Delhi am 8. März 2020

Bhawana Kanth (Hindi भावना कंठ; * 1. Dezember 1992 in Barauni, Bihar) ist eine indische Kampfpilotin. Seit 2019 gehört sie zu den ersten weiblichen Jagdfliegerinnen Indiens, die Kampfeinsätze fliegen.

## Leben und Wirken
Kants Vater ist Elektroingenieur bei der Indian Oil Corporation und ihre Mutter Hausfrau. Als Kind waren ihre Hobbys Kho Kho, Badminton, Schwimmen und Malen. Kanth schloss ihre Ausbildung an der DAV Public School ab und bestand die Aufnahmeprüfung für Ingenieure in Kota, Rajasthan. Mit dem Bachelor of Engineering in Medizintechnik am B.M.S. College of Engineering in Bengaluru schloss Kanth 2014 ab und wurde anschließend bei Tata Consultancy Services eingestellt.
Um ihren Traum vom Fliegen zu verwirklichen, absolvierte Kanth den Aufnahmetest für die Indischen Luftstreitkräfte erfolgreich. Eine mehrstufige Ausbildung, unter anderem in der HAL Kiran auf dem Militärflugplatz in Hyderabad, schloss sich an und kurz darauf wurde Kanth als Flugoffizierin bei der Air Force Academy in Dundigal trainiert. Auf der Bidar Air Force Station schulte sich Kanth auf der Hawk und wurde anschließend zur MIG 21 Bison - Staffel verlegt. Bhawana Kanth unternahm am 16. März 2018 ihren ersten Alleinflug mit der Mig-21-Bison und ist derzeit bei der No. 3 Squadron IAF eingesetzt.

## Auszeichnungen
- Am 9. März 2020 wurde Kanth vom indischen Präsidenten Ram Nath Kovind zusammen mit Mohana Singh und Avani Chaturvedi mit dem Preis Nari Shakti Puraskar für herausragende weibliche Zivilpersonen ausgezeichnet.

## Filme
- Der indische Dokumentarfilm Women Fighter Pilots von 2019 (englisch) berichtet über Bhawana Kanth und ihre beiden Kolleginnen.